# العلاقات الروسية اللبنانية

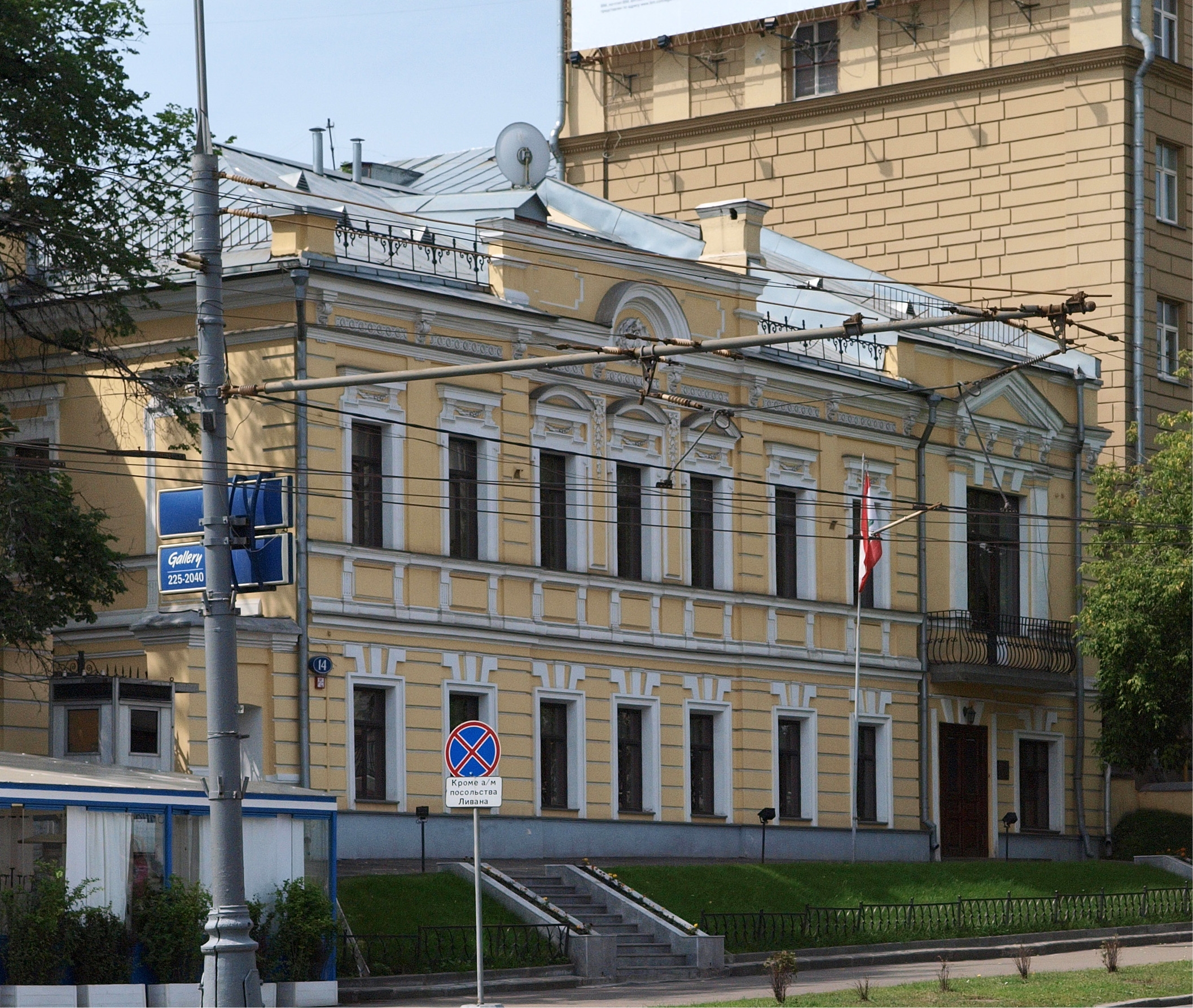
السفارة اللبنانية في موسكو.

يعود تاريخ العلاقات اللبنانية الروسية إلى زمن بعيد، فمنذ عهد القيصر إيفان الرابع تقرر تقديم مساعدات سخية لبطريركية أنطاكية الأرثوذكسية وتخصيص مبالغ من الخزينة لتغطية احتياجات مسيحيي الشرق. في عام 1773 عند نهاية الحرب الروسية التركية تم إنزال قوات بحرية ومعها مدفعية في ميناء القديس جيورجيوس وذلك لمساندة انتفاضة الأهالي ضد الباشا. وبعد مرور شهرين استسلم الترك وعلى إثر ذلك رفرفت «راية أندرييف» وهي راية القوات البحرية الروسية فوق بيروت. وعلى شرف هذه الحادثة سميت إحدى ساحات بيروت ب«ساحة المدفعية» ولا زالت التسمية نفسها حتى يومنا هذا. وقد دُفِنَ البحارة الروس الذين سقطوا خلال المعارك مع القوات التركية في مقبرة مار ميتر.
افتتحت في بيروت عام 1839 أول قنصلية روسية ترأسها قسطنطين بازيلي وهو دبلوماسي مستشرق، وكان قد درس مع نيقولاي غوغول في مدرسة واحدة، كما أنهم استمروا في تبادل الرسائل بعد الدراسة. في نهاية القرن التاسع عشر وبداية القرن العشرين نشطت بعثات الجمعية الإمبراطورية الأرثوذكسية الفلسطينية. في عام 1910 افتتحت على الأراضي اللبنانية والفلسطينية والسورية أكثر من 100 مدرسة ومعهدين للتربية ومدرسة مهنية، إضافة إلى الملاجئ والمستشفيات والفنادق وورشات تصليح وتم تبليط الطرق وإصدار الكتب.

## العلاقات السوفيتية اللبنانية

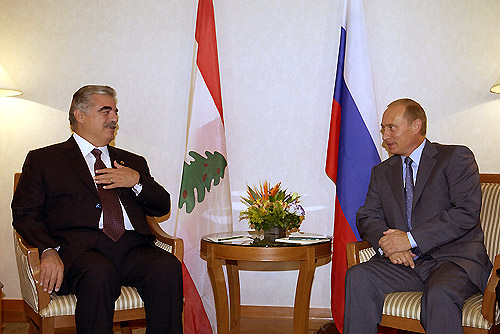
فلاديمير بوتين مع رفيق الحريري.

أقيمت العلاقات الدبلوماسية بين لبنان وروسيا في أغسطس عام 1944، وقبل ذلك في عام 1943 كان الإتحاد السوفيتي من أوائل الدول التي اعترفت باستقلال لبنان وبذل الجهود من أجل انسحاب القوات الإنجليزية - الفرنسية من لبنان. واستخدم الاتحاد السوفييتي في عام 1946 لأول مرة في تاريخ الأمم المتحدة حق النقض دفاعاً عن استقلال لبنان واستقلال سوريا، ولذلك نظر مجلس الأمن الدولي في مسألة التواجد اللاحق للقوات الأجنبية في أراضي هاتين الدولتين. افتتحت السفارة السوفيتية عام 1956 في المبنى القديم الذي كانت تشغله البعثات الدينية الروسية في السابق.
وكانت روسيا الإتحادية، وقبلها الاتحاد السوفيتي أيضاً، تتخذ على مدى عقود، ولا تزال موقفا مؤيدا للحفاظ على وحدة أراضي لبنان واستقلاله. وفي 30 ديسمبر عام 1991 أعلن لبنان اعترافه بروسيا الاتحادية كوريثة للإتحاد السوفيتي.
ويتطور بنشاط الحوار السياسي بين روسيا ولبنان. ففي عام 1997 تمت أول زيارة رسمية في تاريخ العلاقات الثنائية إلى روسيا الاتحادية من قبل رئيس الوزراء اللبناني رفيق الحريري، الذي زار روسيا أيضاً في عامي 2001 و2003. وفي عام 1998 قام وزير الخارجية اللبناني فارس بويز بزيارة موسكو. وفي يناير عام 2002 زار روسيا نائب رئيس الوزراء اللبناني عصام فارس الذي تم تكريمه بجائزة صندوق وحدة الشعوب الأرثوذكسية. أما في أكتوبر 2003 فقد قام وزير الخارجية اللبناني جان عبيد بزيارة عمل إلى موسكو.
في الفترة ما بين 14 و16 ديسمبر 2006 جرت زيارة عمل إلى موسكو لرئيس الوزراء اللبناني فؤاد السنيورة.
قام سيرغي لافروف وزير الخارجية الروسي بزيارة لبنان في السادس من سبتمبر عام 2004، كما زارها مرة أخرى في السابع من سبتمبر عام 2006.
في الخامس عشر من ديسمبر 2008، قام وزير الدفاع اللبناني إلياس المر بزيارة رسمية لروسيا.
تتطور أيضا العلاقات الثنائية بين البرلمانين الروسي واللبناني. وقد قام وليد جنبلاط رئيس الحزب التقدمي الاشتراكي بزيارة روسيا مرارا.
في مايو 2006 قام بزيارة روسيا وفد نواب البرلمان اللبناني برئاسة رئيس الأغلبية البرلمانية سعد الحريري، الذي استقبله الرئيس الروسي آنذاك فلاديمير بوتين. وفيما بعد زار سعد الحريري موسكو عدة مرات والتقى بكبار المسؤلين الروس.

## روسيا والحروب في لبنان
ساعدت روسيا في وقف الحرب الأهلية بلبنان، وحرب لبنان 2006. وأيدت روسيا الإتحادية الموقف اللبناني لدى اتخاذ القرار الخاص بالحرب في مجلس الأمن الدولي. وقدمت روسيا بعد انتهاء الحرب مساعدة في إعادة إعمار البنية التحتية اللبنانية المدمرة. ولهذا الغرض أرسلت روسيا إلى لبنان كتيبة مهندسين تتكون من 308 أفراد، وقامت بإعادة إنشاء ثمانية جسور بحمولة 40 - 60 طن خلال شهرين من تواجدها في هذا البلد. كما تم إنشاء 1.5 كيلومتر من الطرق المعبدة. وقام الخبراء الروس بتدريب 100 مهندس من الجيش اللبناني من الذين أَتَمُّوا تحت رقابتهم تركيب الجسر التاسع. كما قامت روسيا في أغسطس عام 2006 بتقديم الإمدادات العاجلة إلى لبنان والتي سُلِّمَت مباشرة إلى مؤسسات الأمم المتحدة لإرسالها إلى جنوب لبنان الذي دمرته الحرب. أما صندوق الحريري الخيري من جهته فقد ساعد وزارة الطوارئ الروسية في أجلاء الرعايا الروس المقيمين في لبنان، حيث تم أجلاء 2208 أشخاص من مواطني روسيا وبعض بلدان رابطة الدول المستقلة.

## التعاون في التعليم
تلقى آلاف الطلاب اللبنانيين تعليمهم العالي في الجامعات السوفيتية ومن ثم الروسية. وكان رفيق الحريري رئيس وزراء لبنان قد أشار إلى أهمية موضوع تهيأة الكوادر في الاتحاد السوفيتي وروسيا.
وتم في 3 فبراير التوقيع على محضر التعاون بين وزارتي التعليم الروسية واللبنانية الذي يقضي بأن تقدم روسيا للمواطنين اللبنانيين فرصة للحصول على التعليم المجاني في مؤسسات التعليم العالي الروسية، وتخصص لهم منح دراسية حكومية بعدد 35 منحة كل سنة دراسية. كما يقضي هذا المحضر بتبادل الزيارات بين رجال العلم والمتدربين من كلا البلدين. ويصل إلى روسيا كل سنة أيضاً ما يزيد عن 100 طالب لبناني لتلقي التعليم على حسابهم الخاص.